# إيمانويل بوغاتيتز

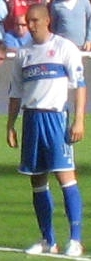
إيمانويل بوغاتيتز

إيمانويل بوغاتيتز (بالألمانية: Emanuel Pogatetz)‏، من مواليد 16 يناير 1983 في غراز في النمسا، لاعب كرة قدم نمساوي.
بدأ مسيرته الكروية مع نادي كارنتن في موسم 2000/2001، ولعب معهم 33 مباراة، وفي موسم 2001/2002 انتقل إلى رديف باير ليفركوزن الألماني، ولعب معهم 26 مباراة، وفي عام 2002 انتقل إلى نادي باير ليفركوزن الألماني، وفي موسم 2002/2003 أعير إلى نادي أراو، ولعب معهم 21 مباراة وسجل 3 أهداف، وفي موسم 2003/2004 أعير إلى نادي غرازر، ولعب معهم 53 مباراة وسجل هدفين، وفي عام 2005 أعير إلى نادي سبارتاك موسكو الروسي، ولعب معهم 11 مباراة، ومنذ عام 2005 وهو يلعب مع نادي ميدلزبره الإنجليزي.
و قد بدأ باللعب مع منتخب النمسا لكرة القدم في عام 2002.

## وصلات خارجية
- إيمانويل بوغاتيتز على موقع الاتحاد الدولي (مؤرشف)  (الإنجليزية)
- إيمانويل بوغاتيتز على موقع الاتحاد الأوربي (الإنجليزية)
- إيمانويل بوغاتيتز على موقع الدوري الأمريكي (الإنجليزية)
- إيمانويل بوغاتيتز على موقع قاعدة بيانات كرة القدم.إي يو (الإنجليزية)
- إيمانويل بوغاتيتز على موقع بيانات كرة القدم. دي إي (الألمانية)
- إيمانويل بوغاتيتز على موقع ليكيب (الفرنسية)
- إيمانويل بوغاتيتز على موقع ناشيونال فوتبول تيمز (الإنجليزية)
- إيمانويل بوغاتيتز على موقع Soccerbase.com (لاعب) (الإنجليزية)
- إيمانويل بوغاتيتز على موقع Soccerway.com (الإنجليزية)
- إيمانويل بوغاتيتز على موقع عالم كرة القدم.نت (الإنجليزية)